# Claude Ménard

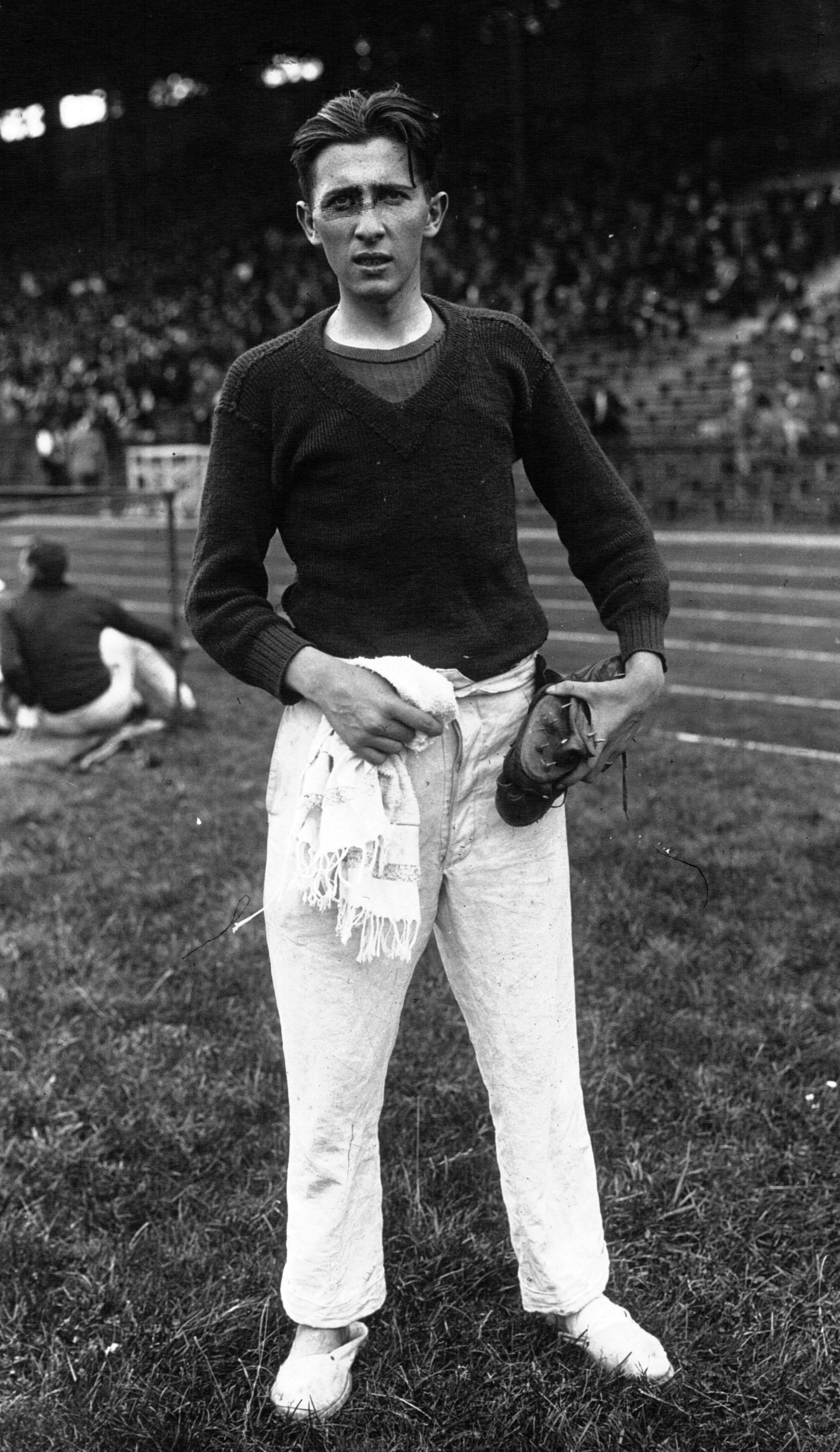
Claude Ménard 1926

Claude Ménard (Claude Charles Ménard; * 14. November 1906 in Montrésor; † 2. September 1980 in Amboise) war ein französischer Hochspringer.
Ménard gewann bei den Olympischen Spielen 1928 in Amsterdam mit übersprungenen 1,91 m hinter den  US-Amerikanern Bob King (1,94 m) und Benjamin Hedges (1,91 m) die Bronzemedaille im Hochsprung. Bei den Olympischen Spielen 1932 in Los Angeles übersprang er 1,85 m und belegte gemeinsam mit vier weiteren Athleten den geteilten neunten Rang.
Claude Ménard war 1,80 m groß und wog in seiner aktiven Zeit 59 kg.